# Voorbedekerk in Jasenevo
De Kerk van de Voorbede van de Moeder Gods (Russisch: Церковь Покрова Пресвятой Богородицы) is een Russisch-orthodoxe kerk in aanbouw in de Russische hoofdstad Moskou. De kerk bevindt zich in het stadsdeel Jasenevo van het Zuidwestelijke okroeg. Als de kerk gereed is zal de kerk een orthodox cultureel en educatief centrum voor Jasenevo vormen. De kerk wil ook een monument zijn voor Russische soldaten die gevallen zijn bij recente conflicten.
Het besluit om de Voorbedekerk te bouwen werd genomen in augustus 2001. Het district kent slechts twee kerken, de Kazankerk en de Petrus en Pauluskerk en deze relatief kleine kerken zijn absoluut ontoereikend voor de 180.000 inwoners van Jasenevo. Eén jaar later werd de stuk grond toegewezen voor de bouw van de kerk. Tot de bouw van start ging werden fondsen ten behoeve van de financiering verzameld, onder andere door bakstenen te verkopen waarop de naam van de donateur werd vermeld. In 2007 werd toestemming verleend voor de bouw van een tijdelijke kerk. Een processie vanuit de Petrus en Pauluskerk van Jasenevo en een gebedsdienst op de bouwplaats luidden op 21 september 2008 de bouwwerkzaamheden in. De eerste Goddelijke Liturgie kon al tijdens Pasen 2009 worden gevierd in de benedenkerk, die gewijd is aan de Heilige Michaël.
De kerk beslaat een oppervlakte van 1425 m² en biedt plaats aan 800 gelovigen. Op de begane grond worden een doopkapel, een zondagsschool, een conferentiezaal en een boekhandel gevestigd. Het interieur is rijk aan mozaïeken en in de bovenkerk is in de apsis een reusachtig mozaïek van Christus Pantocrator aangebracht. Aan zowel het exterieur als het interieur wordt nog gewerkt.   